# Hiärneite
La hiärneite è un minerale, ha struttura analoga alla calzirtite.

## Etimologia
Il nome è in onore del geologo svedese Urban Hiärne (1641-1724).